# Budai miniátorműhely
A budai miniátorműhely Mátyás király alatt létesült könyvfestő és -másoló, valamint könyvkötőműhely volt. Az 1460-as években címereslevélfestők voltak a tagjai. 1471-től az olasz Blandius miniátor, firenzei címerfestő is a tagok között volt, 1480 és 1482 között pedig a szintén olasz Francesco Roselli is a műhelyben működött. A műhely nevesebb tagjai voltak még Franciscus de Castello, J. A. Cattaneo és Felix Ragusanus.
A miniátorműhely stílusára előbb a firenzei virágdíszes ornamentika, majd a lombard-milánói stílus volt a jellemző. A műhely a királyi könyvtár mellett több humanista főpap részére is dolgozott, például ők készítették Kálmáncsehi Domokos Breviáriumát is.
A műhely egészen 1541-ig működött. Stílusában változás következett be, amikor a műhelyben dolgozott az ún. Bakócz-monogramista, aki a Bakócz Tamásnak és Erdődi Simonnak készített kódexeken kívül a királyi kancellária számára is készített címeresleveleket.